# Gnaeus Avidius Celer Fiscillinus Firmus
Gnaeus Avidius Celer Fiscillinus Firmus war ein im 1. Jahrhundert n. Chr. lebender römischer Politiker.
Durch Inschriften in griechischer Sprache ist belegt, dass Celer Statthalter der Provinz Lycia war; er dürfte in den Amtsjahren 72/73 bis 73/74 Statthalter gewesen sein.